# Dette odieuse

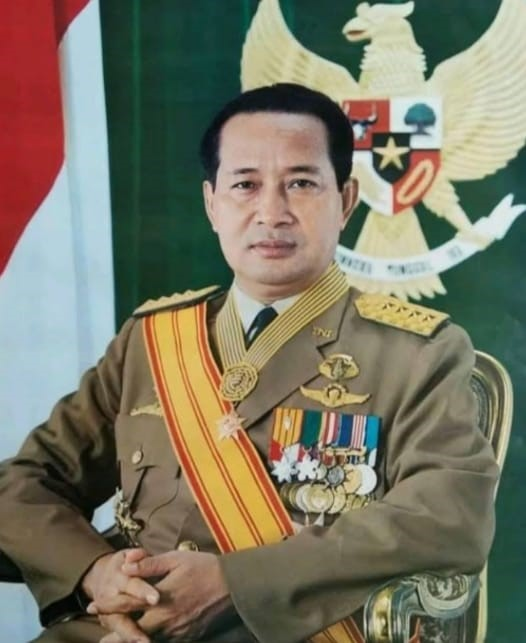
Soeharto, dictateur indonésien à la tête du pays entre 1967 et 1998, est considéré par les chercheurs comme ayant contracté plusieurs milliards de dollars de dette odieuse.

La dette odieuse est une doctrine fondée sur une série de jurisprudences avancée par certains auteurs en matière de droit international, et théorisée à l'origine par le juriste russe Alexander Sack en 1927. Une dette est odieuse dès lors :
- qu'elle est contractée par un régime pour satisfaire des besoins contraires aux intérêts de la population ;
- et lorsque les créanciers avaient connaissance du caractère odieux de ladite dette.

On parle aussi de « dette odieuse » lorsqu'elle a été contractée par une dictature et qu'elle doit être remboursée lors de la transition démocratique.
Dans cette optique, ces dettes sont considérées comme des dettes du régime qui les a contractées, et non pas de l'État en entier.

## Historique
La doctrine de la dette odieuse a émergé au cours du XIXe siècle. Elle concerne l'annulation de la dette contractée par un régime despotique pour subvenir à ses besoins personnels et non à ceux de son peuple.

### Mexique
La doctrine a été formalisée sur le fait qu'en 1883 le Mexique avait dénoncé la dette contractée par l'empereur Maximilien en promulguant une loi dite « de règlement de la dette nationale » qui déclare : « Nous ne pouvons pas reconnaître, et par conséquent ne pourront être converties, les dettes émises par le gouvernement qui prétendait avoir existé au Mexique entre le 17 décembre 1857 et le 24 décembre 1860 et du 1er juin 1863 au 21 juin 1867 ».

### Cuba
Le second exemple est fourni par les États-Unis, qui ont refusé que Cuba paye les dettes contractées par le régime colonial espagnol. La Commission de négociation des États-Unis a refusé cette dette, la qualifiant de « poids imposé au peuple cubain sans son accord ». Selon ses arguments, « la dette fut créée par le gouvernement de l’Espagne pour ses propres intérêts et par ses propres agents. Cuba n’a pas eu voix au chapitre ». La Commission ajouta que « les créanciers ont accepté le risque de leurs investissements ».
Les États-Unis ont obtenu gain de cause via le traité de Paris en 1898. La dette a alors été entièrement annulée.

### Costa Rica
En 1923, une Cour d’arbitrage internationale, présidée par le juge Taft, président de la Cour suprême des États-Unis, déclara que les prêts concédés par la Royal Bank of Canada, une banque britannique (établie au Canada) au dictateur Federico Tinoco Granados du Costa Rica étaient nuls parce qu’ils n’avaient pas servi les intérêts du pays mais bien l'intérêt personnel d’un gouvernement non démocratique. Pour rappel, en vertu d'une loi Law of Nullities adoptée en 1922, le gouvernement costaricain avait annulé tous les contrats passés par le régime du dictateur Tinoco entre 1917 et 1919, après avoir constaté le détournement par Tinoco des fonds versés par la Royal Bank of Canada (une banque britannique). La Grande-Bretagne a alors contesté cette loi et porté le différend devant ladite Cour d’arbitrage internationale présidée par le juge Taft, président de la Cour suprême des États-Unis. Le juge Taft déclara à cette occasion que « le cas de la Banque royale ne dépend pas simplement de la forme de la transaction, mais de la bonne foi de la banque lors du prêt pour l'usage réel du gouvernement costaricien sous le régime de Tinoco. La Banque doit prouver que l’argent fut prêté au gouvernement pour des usages légitimes. Elle ne l’a pas fait ».
C'est donc que c'est bien le fait que la Royal Bank of Canada ait concédé des prêts à Federico Tinoco Granados pour son usage personnel (allant à l'encontre de l'intérêt des populations et de la nation) qui est remis en cause par le jugement de la Cour d'arbitrage et non le caractère despotique ou dictatorial de son régime.

### Irak
Après leur invasion en Irak, les États-Unis ont appliqué ce concept pour ne pas hériter de la dette de Saddam Hussein lors de l'annexion économique du pays. Médiatiquement, tout a été fait pour que le terme « dette odieuse » n'apparaisse pas au grand jour, car son application par les États-Unis indiquerait que cette jurisprudence est bien existante au XXIe siècle, ouvrirait la porte à tout pays héritier d'une dette de la part d'anciens régimes ainsi que des pays comme la Grèce, l'Irlande ou le Portugal qui pourraient en bénéficier, afin de se protéger du délabrement social. La situation s’est réglée au sein du Club de Paris, qui a annulé 80 % de la dette globale sur trois tranches, sans finalement faire référence à la notion de dette odieuse, pour éviter que d’autres pays réclament l’annulation de leurs dettes en invoquant le même motif.

### Développements récents
Récemment, de nombreux modèles pour prévenir la conclusion de contrats odieux sont discutés, notamment les "sanctions de crédit" développées par Kremer et Jayachandran. Ce modèle a été modifié par le Centre for Global Development et a été la base pour d'autres projets.

## Définition de la dette odieuse

### Définition d'Alexander Sack et controverses
Alexander Nahum Sack est un juriste conservateur russe qui a enseigné le droit pendant la période tsariste à Saint-Pétersbourg puis à Paris où il s’est exilé dans les années 1920 avant d’émigrer aux États-Unis. Théoricien de la doctrine de la dette odieuse, il écrivait en 1927 : « Si un pouvoir despotique contracte une dette non pas selon les besoins et les intérêts de l'État, mais pour fortifier son régime despotique, pour réprimer la population qui le combat, cette dette est odieuse pour la population de l'État entier. Cette dette n’est pas obligatoire pour la nation : c'est une dette de régime, dette personnelle du pouvoir qui l'a contractée ; par conséquent, elle tombe avec la chute de ce pouvoir ». La formulation utilisée par Sack dans ce paragraphe a donné lieu à un malentendu et répandu une interprétation erronée de sa doctrine.
Beaucoup de commentateurs du passage précité tels que Patricia Adams ou Jeff King en ont erronément déduit que, selon Sack, pour qu’une dette puisse être caractérisée comme odieuse, elle devait avoir été contractée par un régime despotique. Le CADTM a également fait l’erreur de penser, jusqu'en 2016, que Sack considérait que le caractère despotique du régime constituait une condition sine qua non. Mais le CADTM, ainsi que des auteurs comme Sarah Ludington, G. Mitu Gulati, Alfred L. Brophy, étaient en désaccord avec la doctrine de Sack sur ce point : la nature despotique du régime ne pouvait pas constituer une condition obligatoire, c’est une condition facultative et aggravante.
En effet, ce n’est pas la position de Sack. Le juriste considère qu’il y a plusieurs situations dans lesquelles une dette peut être caractérisée d’odieuse. La citation précédente concerne un seul cas de figure, mais il y en a d’autres. Dans son ouvrage, Sack définit de manière plus générale les critères qui permettent de déterminer si une dette est odieuse ou non : « Par conséquent, pour qu’une dette régulièrement contractée par un gouvernement régulier puisse être considérée comme incontestablement odieuse, avec toutes les conséquences sus-indiquées qui en résultent, il conviendrait que fussent établies les conditions suivantes (…). Dans cette citation, Sack décrit donc le cas de figure le plus général et dit clairement que des dettes odieuses peuvent être attribuées à un gouvernement régulier. Et plus loin, il définit la notion de gouvernement régulier comme "le pouvoir suprême qui existe effectivement dans les limites d’un territoire déterminé. Que ce pouvoir soit monarchique (absolu ou limité) ou républicain ; qu’il procède de la « grâce de Dieu » ou de la « volonté du peuple » ; qu’il exprime la « volonté du peuple » ou non, du peuple entier ou seulement d’une partie de celui-ci ; qu’il ait été établi légalement ou non, etc., tout cela n’a pas d’importance pour le problème qui nous occupe ». Par là, il ne retient pas comme condition le caractère despotique du régime. Selon Sack, tous les gouvernements réguliers, qu’ils soient despotiques ou démocratiques, sous différentes variantes, sont susceptibles d’être accusés d’avoir contracté des dettes odieuses. Par ailleurs, Sack évoque la notion de ce qui est contraire à l’intérêt d’une population. Cependant, cette notion, tout comme le droit international, a évolué depuis les années 1920. En effet, la plupart des instruments juridiques contraignants comme le PIDESC (Pacte international relatif aux droits économiques, sociaux et culturels) ou le PIDCP (Pacte international relatif aux droits civils et politiques), qui permettent de déterminer ce qui est conforme ou contraire à l’intérêt d’une population, ont été construits après la Seconde guerre mondiale. Il y aurait donc une nécessité à actualiser cette doctrine.
De manière synthétique, on peut dire que selon Sack deux critères permettent d'établir qu'une dette est odieuse : une dette est odieuse si elle a été contractée pour satisfaire des besoins franchement contraires aux intérêts de la population et si, au moment d’octroyer le crédit, les créanciers en étaient conscients. Si ces deux critères se trouvent satisfaits, alors ces dettes contractées par un gouvernement antérieur sont odieuses, le nouveau régime et sa population ne sont pas tenus de les rembourser. Pour finir, dès lors que le premier critère est avéré, c'est aux créanciers de faire la preuve qu'ils ne pouvaient pas le savoir.
L'article « The Doctrine of Odious Debts in International Law », de la juriste Sabine Michalowski résume correctement ces deux critères définis par Sack, sans inclure parmi ceux-ci le caractère despotique du régime. Le jugement de Taft sur l’affaire Tinoco est également sur ce point intéressant car, dans le jugement, l’ex-président des États-Unis omet de mettre en avant ce caractère despotique de son régime.
Finalement, une étude de Michael Kremer et Seema Jayachandran publiée par le FMI en 2002 dans sa revue « Finance et développement » revient sur la définition de la dette odieuse. Selon les deux auteurs, « La doctrine de la dette ‘odieuse’ énonce que la dette souveraine encourue sans le consentement des populations et sans bénéfice pour elles ne doit pas être transférée à l’État successeur, en particulier si les créanciers avaient connaissance de cet état de fait ». Ils attestent donc que la nature despotique du régime n'est pas une condition obligatoire de la dette odieuse. cependant, ils vont plus loin que Sack en ce que « l’absence de consentement des populations » constitue, selon eux, une troisième condition qui doive être réunie pour qu’une dette soit odieuse. Or, le fait que Sack n’ait pas indiqué cette condition est tout à fait cohérent avec sa position puisqu’il dit clairement que la nature du gouvernement n’a aucune importance.

### L'élargissement de la doctrine de Sack
Depuis les travaux de Sack au siècle dernier, de nombreux auteurs ont travaillé sur le sujet, notamment Patricia Adams, Joseph Hanlon ou encore les Canadiens Jeff King, Ashfaq Khalfan et Bryan Thomas. En 2002, le Centre for International Sustainable Development Law (CISDL) a proposé la définition suivante : « Les dettes odieuses sont celles qui ont été contractées contre les intérêts de la population d’un État, sans son consentement et en toute connaissance de cause par les créanciers ». Le CISDL définit trois critères qui fondent le caractère "odieux" d'une dette:
- l'absence de consentement : la dette a été contractée contre la volonté du peuple.
- l'absence de bénéfice : les fonds ont été dépensés de façon contraire aux intérêts de la population.
- la connaissance des intentions de l'emprunteur par les créanciers.

Jeff King s'est fondé sur ces trois critères en proposant une méthode de caractérisation de la dette odieuse. Ainsi, comme beaucoup de commentateurs des écrits de Sack, King explique qu'il ne s'agit plus de dettes odieuses si le gouvernement est issu d'une élection libre et démocratique. Cette idée est largement critiquée par d'autres économistes, prenant l'exemple des gouvernements élus démocratiquement comme ceux d’Adolf Hitler et de Fujimori au Pérou et constituant pourtant des dictatures violentes ayant commis des crimes contre l’humanité. En effet, ce n’est pas la position de Sack, comme expliqué dans le chapitre ci-dessus sur la controverse autour de la doctrine.
La définition donnée par le CISDL permet d'élargir la notion de 'dette odieuse' aux dettes contractées à l'égard de créanciers tant privés que publics (Banque mondiale, FMI, États, etc.) indépendamment de la nature du régime (qu'il soit légitime ou non). Au-delà de la nature de régime, la destination des fonds devrait donc suffire à caractériser une dette d’odieuse, lorsque ces fonds sont utilisés contre l’intérêt majeur des populations ou lorsqu’ils vont directement enrichir le cercle du pouvoir. Dans ce cas, ces dettes deviennent des dettes personnelles et non plus des dettes d’État qui engageraient le peuple et ses représentants. Rappelons d’ailleurs l’une des conditions de la régularité des dettes selon Sack : « les dettes d’État doivent être contractées et les fonds qui en proviennent utilisés pour les besoins et dans les intérêts de l’État ». Les dettes multilatérales contractées par des régimes, qu'ils soient dictatoriaux ou légitimes, auprès des institutions de Bretton Woods (FMI, Banque mondiale, banques régionales de développement) dans le cadre de politiques d’ajustement structurel préjudiciables aux populations tombent donc également dans la catégorie des dettes odieuses.
L’expert indépendant des Nations unies sur la dette extérieure, Fantu Cheru, affirmait en 2000 que les plans d'ajustement structurel vont au-delà « de la simple imposition d’un ensemble de mesures macroéconomiques au niveau interne. Elles [sont] l’expression d’un projet politique, d’une stratégie délibérée de transformation sociale à l’échelle mondiale, dont l’objectif principal est de faire de la planète un champ d’action où les sociétés transnationales pourront opérer en toute sécurité. Bref, les programmes d’ajustement structurel (PAS) jouent un rôle de « courroie de transmission » pour faciliter le processus de mondialisation qui passe par la libéralisation, la déréglementation et la réduction du rôle de l’État dans le développement national ».
Finalement, on observe de nombreuses avancées du droit international depuis la première théorisation de la dette odieuse en 1927 qui continue de faire débat encore aujourd'hui et connaitra certainement d'autres évolutions.

## Une reconnaissance de la doctrine de la dette odieuse par les institutions internationales
Déjà en 1977, dans son projet d’article sur la succession en matière de dettes d'État pour la Convention de Vienne de 1983, le rapporteur spécial Mohammed Bedjaoui affirme : « En se plaçant du point de vue de la communauté internationale, on pourrait entendre par dette odieuse toute dette contractée pour des buts non conformes au droit international contemporain, et plus particulièrement aux principes du droit international incorporés dans la Charte des Nations Unies ».
En 2002, le FMI publie une opinion dans sa revue « Finance et développement » de Michael Kremer et Seema Jayachandran qui reviennent sur la doctrine de la dette odieuse, tandis qu'en 2007 la Banque mondiale publie un rapport intitulé « Odious Debt : some considerations » et consacre en 2008 une table ronde dédié à la doctrine de la dette odieuse. Le document de travail qui en découle a été commenté par les juristes Michalowski et Bohoslavsky. La définition de la dette odieuse fait donc débat au sein de ces institutions.
En 2007 un rapport réalisé par un professeur de droit de l’Université du Michigan, Robert Howse, pour le compte de la CNUCED, examine les fondements juridiques de la dette odieuse. Ce rapport revient sur la dimension politique de la doctrine de la dette odieuse en observant qu’elle peut être invoquée par les États lorsqu’ils décident de répudier ou d’annuler une dette. Il rappelle également l’absence d’obligation juridique absolue pour un gouvernement de rembourser les dettes du régime ou du gouvernement précédent. Ce rapport, et donc la doctrine de la dette odieuse, seront également discuté lors de la 6e conférence de la CNUCED en novembre 2007.
L'avocat Hubert de Vauplane, propose une définition de la dette juste qui intégrerait certains aspects de la théorie de la dette odieuse mais aussi certains éléments économique comme la soutenabilité d'une dette. "une théorie de la dette juste appliquée au cas de la dette souveraine serait une réponse concrète à la situation de certains Etats".
En dépit des divergences de positions sur les éléments de définition de la dette odieuse par différentes institutions internationales, les travaux qu'elles mènent sur la question atteste de l'enjeu que représente cette doctrine au niveau de ces institutions.
C'est également le cas pour les institutions privées étant donné qu'en 1982, la First National Bank of Chicago rappelait aux institutions financières : « Les conséquences exercées sur les accords de prêt par un changement de souveraineté peuvent dépendre en partie de l'usage des prêts par l'État prédécesseur. Si la dette du prédécesseur est jugée « odieuse », c'est-à-dire si le montant du prêt a été utilisé contre les intérêts de la population locale, alors il se peut que la dette ne soit pas mise à la charge du successeur ».

## La dette odieuse des pays en développement
Les gouvernements élus qui ont pris la suite des dictatures militaires pourraient pleinement s’appuyer sur la doctrine de la dette odieuse pour répudier les dettes contractées par ces régimes : c'est le cas pour de nombreux pays d'Amérique latine, pour les Philippines ou l'Indonésie en Asie, la République démocratique du Congo après la chute de Mobutu, le Rwanda en 1994 après le génocide perpétré par le régime dictatorial, pour les gouvernements démocratiques succédant aux régimes de Moubarak en Égypte et de Ben Ali en Tunisie, etc.
D'après les travaux de Éric Toussaint et Damien Millet du CADTM (Comité pour l'abolition des dettes illégitimes), qui ont élaboré en 2015 un tableau qui synthétise les dettes odieuses dans différents pays, celles-ci représenteraient au moins les montants suivants (en MDS $) :
| Pays               | Régime dictatorial            | Période de la dictature | Dette odieuse (en Mds $US) | Dette extérieure publique en 2012 (en Mds $US) |
| ------------------ | ----------------------------- | ----------------------- | -------------------------- | ---------------------------------------------- |
| Indonésie          | Soeharto                      | 1965-1998               | 77                         | 121                                            |
| Brésil             | Junte militaire               | 1965-1985               | 77                         | 117                                            |
| Argentine          | Junte militaire               | 1976-1983               | 27                         | 68                                             |
| Philippines        | Ferdinand Marcos              | 1965-1986               | 21                         | 43                                             |
| Turquie            | Régime militaire              | 1980-1989               | 23                         | 99                                             |
| Maroc              | Hassan II                     | 1961-1999               | 19                         | 25                                             |
| Égypte             | Hosni Moubarak                | 1981-2011               | 16                         | 32                                             |
| Thaïlande          | Militaires                    | 1966-1988               | 14                         | 35                                             |
| Chili              | Augusto Pinochet              | 1973-1990               | 9                          | 16                                             |
| Tunisie            | Ben Ali                       | 1987-2011               | 9                          | 17                                             |
| Zaire (actuel RDC) | Mobutu Sese Seko              | 1965-1997               | 10                         | 4                                              |
| Nigeria            | Muhammadu Buhari/Sani Abacha  | 1984-1998               | 2,3                        | 7                                              |
| Pakistan           | Militaires                    | 1978-1988               | 7                          | 45                                             |
| Pakistan           | Pervez Musharraf              | 1999-2008               | 16                         | 45                                             |
| Pérou              | Alberto Fujimori              | 1990-2000               | 7                          | 20                                             |
| Soudan             | Gaafar Nimeiry                | 1969-1985               | 7                          | 16                                             |
| Éthiopie           | Mengistu Haile Mariam         | 1977-1991               | 9                          | 10                                             |
| Kenya              | Daniel Arap Moi               | 1978-2003               | 5                          | 9                                              |
| Congo              | Denis Sassou-Nguesso          | 1979-                   | 4                          | 2                                              |
| Bolivie            | Junte militaire               | 1964-1982               | 3                          | 4                                              |
| Birmanie (Myanmar) | Régime militaire              | 1988-                   | 1,7                        | 2                                              |
| Guinée             | Lansana Conté                 | 1984-2008               | 1,7                        | 1                                              |
| Guatemala          | Régime militaire              | 1954-1985               | 2,3                        | 6                                              |
| Mali               | Moussa Traoré                 | 1968-1991               | 2,5                        | 3                                              |
| Paraguay           | Alfredo Stroessner            | 1954-1989               | 2,1                        | 2                                              |
| Uruguay            | Junte militaire               | 1973-1985               | 2,7                        | 12                                             |
| Somalie            | Mohamed Siad Barre            | 1969-1991               | 2,1                        | 2                                              |
| Malawi             | Hastings Kamuzu Banda         | 1966-1994               | 2                          | 1                                              |
| Gabon              | Omar Bongo                    | 1967-2009               | 2                          | 3                                              |
| Togo               | Gnassingbé Eyadema            | 1967-                   | 1,6                        | 0                                              |
| Cambodge           | Khmers Rouges                 | 1976-1989               | 1,6                        | 5                                              |
| Tchad              | Idriss Déby                   | 1990-                   | 2                          | 1,3                                            |
| Liberia            | Samuel Doe                    | 1980-1990               | 0,9                        | 0                                              |
| Rwanda             | Juvénal Habyarimana           | 1973-1994               | 0,9                        | 1                                              |
| Salvador           | Junte militaire               | 1962-1980               | 0,5                        | 7                                              |
| Népal              | Gyanendra Bir Bikram Shah Dev | 2001-2006               | 0,5                        | 4                                              |
| Nicaragua          | Anastasio Somoza Debayle      | 1974-1979               | 0,8                        | 3                                              |
| Haïti              | François Duvalier             | 1957-1986               | 0,7                        | 1                                              |
| Ouganda            | Idi Amin Dada                 | 1971-1979               | 0,4                        | 3                                              |
| Cameroun           | Paul Biya                     | 1982-                   | 0,2                        | 3                                              |
| Niger              | Ibrahim Baré Maïnassara       | 1996-1999               | 0,2                        | 2                                              |
| Centrafrique       | Bokassa                       | 1966-1979               | 0,1                        | 0                                              |

Pour estimer le montant de la dette odieuse, Stephen Mandel va au-delà de la part de la dette contractée par des régimes despotiques : il intègre également les arriérés et échéances odieuses déjà remboursés. Puisqu’une dette odieuse est nulle et non avenue, aucune des obligations qui en découlent n’aurait dû être honorée. L'annulation de la dette odieuse est donc une mesure insuffisante : les débiteurs doivent également se voir restituer les montants remboursés à tort à ce titre. C’est ce qu’avancent différents experts tels que le CISDL cité plus haut et des organisations travaillant sur la question de la dette (CADTM, Jubilé Sud, etc.).
Dans son ouvrage La grande désillusion, Joseph Stiglitz, ancien économiste en chef à la Banque mondiale définit ainsi la responsabilité des créanciers : « La responsabilité morale des créanciers est particulièrement nette dans le cas des prêts de la guerre froide. Quand le FMI et la Banque mondiale prêtaient de l’argent à Mobutu, le célèbre président du Zaïre (aujourd’hui République démocratique du Congo), ils savaient (ou auraient dû savoir) que ces sommes, pour l’essentiel, ne serviraient pas à aider les pauvres de ce pays mais à enrichir Mobutu. On payait ce dirigeant corrompu pour qu’il maintienne son pays fermement aligné sur l’Occident. Beaucoup estiment injuste que les contribuables des pays qui se trouvaient dans cette situation soient tenus de rembourser les prêts consentis à des gouvernants corrompus qui ne les représentaient pas ».

## La dette odieuse des pays du Nord
(mars 2018).
- Si vous ne connaissez pas le sujet, laissez ce bandeau (vous pouvez alors contacter les auteurs).
- Si vous supprimez le contenu mis en cause (vous pouvez préalablement contacter les auteurs),

argumentez précisément cette suppression dans la page de discussion
(un manque de référence n'est pas un argument ; une recherche réelle de référence doit avoir été effectuée, être formellement documentée).
Aujourd'hui, de nombreuses voix s'élèvent en Europe, notamment parmi les organisations et mouvements sociaux tels que ATTAC, le Comité pour l'annulation de la dette du tiers monde (CADTM), pour dénoncer le caractère odieux des plans d’austérité imposés par le FMI, la Banque centrale européenne et l’Union européenne aux pays du Nord et des dettes qui en découlent. Ces plans sont assortis de conditions qui violent la Charte des Nations unies (licenciements massifs dans la fonction publique, démantèlement de la protection sociale et des services publics, diminution des budgets sociaux, augmentation des impôts indirects comme la TVA, baisse du salaire minimum, etc). Parmi les obligations contenues dans cette charte, on trouve notamment aux articles 55 et 56 : « le relèvement des niveaux de vie, le plein emploi et des conditions de progrès et de développement dans l'ordre économique et social (…), le respect universel et effectif des droits de l'homme et des libertés fondamentales pour tous, sans distinction de race, de sexe, de langue ou de religion ». Par ailleurs, d'autres critiques font valoir que les créanciers abusent de leurs droits en prélevant des taux d’intérêts prohibitifs. La France ou l’Allemagne empruntent à 2 % sur les marchés financiers et prêtent à plus de 5 % à la Grèce et à l’Irlande ; les banques privées empruntent à 1,25 % auprès de la Banque centrale européenne et prêtent à la Grèce, à l’Irlande et au Portugal à plus de 4 % à 3 mois et entre 14 et 17 % sur le long terme.
Pour avancer dans la perspective de l’identification de la dette odieuse, ces organisations (ATTAC, CADTM, etc.) préconisent le recours à des audits consistant à analyser les prêts sous l’angle économique, politique, juridique, pour ensuite être fondés légalement à répudier toutes les dettes odieuses. Certains pays sont dotés de dispositions constitutionnelles qui prévoient explicitement le recours à l'audit (Brésil, Constitution de 1988).
Les pouvoirs publics disposent de la compétence souveraine pour mettre en place ces audits, qui peuvent être réalisés par le pouvoir exécutif, comme cela a été le cas en 1931 dans le Brésil de Getulio Vargas ou plus récemment en Équateur en 2007-2008. En effet, le président Rafael Correa élu fin 2006 a pris en juillet 2007 un décret présidentiel organisant une Commission d’audit intégral sur le crédit (CAIC) portant sur la période 1976-2006. Sur base du rapport de la CAIC démontrant clairement l’illégitimité de certaines dettes, Rafael Correa a imposé une importante réduction de la dette commerciale, permettant ainsi au pays d’économiser la somme de 7 milliards de dollars, qui a pu être réaffectée à des projets sociaux et environnementaux ainsi qu’à la création d’emplois et au développement d’infrastructures. En outre, dans son rapport d'audit, la CAIC dénonce le transfert à l'État des dettes privées réalisé en 1983 et 1984 sous la pression du FMI et de la Banque mondiale tandis que le pays traversait une grave crise financière. La nouvelle Constitution de l’Équateur adoptée en septembre 2008 interdit expressément l’étatisation des dettes privées. Le transfert des dettes privées à l'État s'est également produit dans les pays du Nord, notamment lors de la crise qui a débuté en 2007-2008, à la suite de l'intervention des gouvernements pour sauver les banques en faillite.